# ライフバス
株式会社ライフバスは、埼玉県富士見市に本社を置くバス事業者である。埼玉県富士見市、入間郡三芳町、旧入間郡大井町（現：ふじみ野市）内で一般路線バス7系統を運行する。また自家用自動車管理請負事業により送迎バスも運行する。地元自治体からのコミュニティバス運行委託は受けていない。
埼玉県バス協会会員。

## 概要
大半の路線が鶴瀬駅西口を発着し、そのほとんどが入間郡三芳町内を経由する。そのため、特に鉄道駅のない三芳町にとって重要な公共交通機関となっている。
東武東上線沿線において既存のバス事業者であった東武バス（現：東武バスウエスト）、西武バス、国際興業バスなどが、三芳町など東入間地域で積極的にバス路線を展開しなかったため、当地において地域住民の足として乗合バス事業を行うために設立された会社である。

ただし西武バス（所沢営業所・大宮営業所）は、特に鶴瀬駅周辺で並行路線があり、両営業所が所管していた大35系統（初代・2代）は、ライフバス運行開始後数年後に廃止に至っている。
会社設立は1977年で、1980年代後半から貸切免許による会員制バスの形態で乗合バスを運行しており、2000年代の規制緩和により乗合バス事業に参入してきた新規事業者ではない。2006年の道路運送法改正（自家用有償旅客運送も参照）により、貸切バスでの乗合旅客運送が原則としてできなくなることを踏まえ、2003年に乗合バス事業の許可を取得、翌2004年より乗合バスとして運行を開始した。
会員制バスから一般路線バスへの転換時の名残か、鶴瀬駅東口のバス乗り場には「誰でものれるライフバス 駅前のりば」の看板がある。
各路線には系統番号とラインカラーが付されている。
系統番号は数字1桁だが、同社では「1系統」ではなく「1番線」と呼称している。

## 沿革
- 1977年（昭和52年）4月21日：株式会社ライフクラブとして会社設立[1]。
- 1988年（昭和63年）12月：株式会社ライフバスへ社名変更[1]。
- 1989年（平成元年）
  - 9月：一般貸切旅客自動車運送事業による乗合旅客運送の営業許可を取得。
  - 11月：4路線を運行開始（貸切バスによる運行）。
- 1990年（平成2年）10月：新路線を開設し、5路線とする。
- 1996年（平成8年）9月：三芳町からの要望を受け、新路線2路線を開設し7路線とする。
- 2000年（平成12年）5月：鶴瀬駅前市場のテナント管理事業等の営業権を日本流通企画株式会社から譲受。
- 2003年（平成15年）11月25日：一般乗合旅客自動車運送事業の営業許可を取得。
- 2004年（平成16年）
  - 8月：一般乗合旅客自動車運送事業の上限運賃設定の認可を取得。
  - 10月	一般乗合旅客自動車運送事業として7路線を運行開始（一般路線バスへ移行）。
- 2006年（平成18年）8月：一般路線バス7路線でバスロケーションシステムをサービス開始。
- 2021年（令和3年）
  - 11月23日：7番線を廃止[6]。
  - 11月24日：8番線を新設[6]。
- 2023年（令和5年）
  - 6月30日 - 「鶴瀬駅前市場」の店舗舗の明け渡しに伴い、市場内に設置していた本社と乗車券売場を閉鎖[7]。
  - 7月5日 - 「鶴瀬駅前市場」内に置いていた本社と乗車券売場を、入間郡三芳町の本社営業所内へ移転統合[7]。

## 本社・営業所
- 本社営業所
  - 埼玉県入間郡三芳町大字藤久保934-8[1]

かつては本社を、鶴瀬駅前の埼玉県富士見市鶴瀬東1丁目10-10に置き、「鶴瀬駅前市場」の店舗テナント管理を行い、市場内に乗車券売場を併設していた。鶴瀬駅前市場店舗の明け渡しに伴い2023年6月30日に市場内の本社と乗車券売場を閉鎖し、同年7月5日より本社を入間郡三芳町の本社営業所内へ移転統合した[7]。

## 運賃・乗車券類
乗降方法は前乗り先払い方式を採用しており均一運賃制である。ただし富士見ニュータウン方面とその他の系統で運賃が異なる。
2019年（令和元年）10月1日改定の運賃は以下のとおり。
- 富士見ニュータウン線（2番線・3番線）- 210円均一（小人110円）
- その他の系統 - 220円均一（小人110円）

回数乗車券は一般的な普通運賃の10倍ではなく、普通運賃の10倍に（大人・小人共に）50円を加えた額となっている。そのため小人の方が割引率が低い。
PASMO・Suica等の交通系ICカードは利用できず、今後の導入予定もないとしている。

### 過去の運賃
かつては富士見ニュータウン方面路線以外は「料金変更境界線」が存在する2区間制の信用乗車方式だったが、2009年12月1日より一般割引運賃（190円区間運賃）を廃止し、全線210円均一制運賃となった。
2009年12月1日改定以前の旧運賃体系は以下のとおり。
- 料金変更境界線をまたがない区間 - 190円均一（小人100円）
- 料金変更境界線をまたぐ区間 - 210円均一（小人110円）

## 現行路線

### 鶴瀬駅西口発
- 1番線：三芳・北永井循環線

鶴瀬駅西口 - ライフバス三芳営業所 → 富士塚 → 北永井集会所 → 吹上 → ライフバス三芳営業所 - 鶴瀬駅西口（左回り循環）
鶴瀬駅西口 - ライフバス三芳営業所 → 吹上 → 北永井集会所 → 富士塚 → ライフバス三芳営業所 - 鶴瀬駅西口 （右回り循環）
鶴瀬駅発の始発～14時台までが左回り循環。15時以降～最終が右回り循環での運行。
- 4番線：鶴瀬駅西口 - 三芳中学校 - 西原住宅 - 三芳中学校 - 鶴瀬駅西口＜西原住宅循環線＞
- 5番線：鶴瀬駅西口 - 三芳中学校 - 東草 - 三芳役場 - 埼玉スポーツセンター - 大日本印刷 - みずほ台駅西口折り返し線

鶴瀬駅西口～下組間は4番線と並走するが、県道334号線 (浄水場入口または三芳小学校停留所)側からは三芳役場には乗り入れない
埼玉スポーツセンター停留所は唯一、所沢市内(南永井)に存在している。
- 6A番線：鶴瀬駅西口 - 三芳役場 - 三芳中学校 - 上富小学校 - 永久保交差点 - ふじみ野駅西口折り返し線
- 6B 番線: 鶴瀬駅西口 - 三芳役場 - 芝原 - 三芳中学校 - セントラル病院 - ふじみ野駅西口折り返し線
- 8番線：鶴瀬駅西口 - 北松原 - 富士塚 - チェルシーガーデン - 三芳役場 - 日本シイエムケイ前 - 大日本印刷 - みずほ台駅西口折り返し線

平日(月～金曜日)朝の通学時間帯はスクールゾーン内の停留所(飯能信用金庫前／浄水場入口／そよかぜ保育園前／チェルシーガーデン／平野／北新埜の各停留所)を通過。
三芳役場乗り入れは日中のみ
2021年11月24日運行開始。

### 鶴瀬駅東口発
- 3番線：鶴瀬駅東口 - 富士見ニュータウン循環線

2024年5月26日から当面の間、土日祝日の運行を取り止め 

### ふじみ野駅東口発
- 2番線：ふじみ野駅東口 - 富士見ニュータウン折り返し線

## 廃止路線
- 7番線：鶴瀬駅西口 - 北永井 - ふじみ野駅西口折り返し線
  - 2021年11月23日：路線廃止[6]。

## 車両
当初はいすゞ・ジャーニーQ（MR系）などの小型バスを使用していたが、近年は中型車の導入が進んでいる。またかつては前後折戸の車両を使用していたが、低床化に伴い前中扉（折戸、引戸）の車両へ代替された。比較的利用者の多い路線ではいすゞ・エルガミオなどの中型車を導入し、それ以外の路線では以前からの小型車である三菱ふそう・エアロミディMJ、いすゞ・エルガミオ7m車を使用している。
バス停ポールには、鶴瀬と三芳町から命名したマスコットキャラクター「つるくん」「みよちゃん」をあしらい、背丈を計れる物差しが付いたデザインのものもある。